# 羅伯特·因尼斯
羅伯特·托爾布恩·艾頓·因尼斯（英語：Robert Thorburn Ayton Innes，1861年11月10日—1933年3月13日）是一位蘇格蘭天文學家，曾在1915年發現比鄰星，也發現過許多雙星。1910年1月12日，他也是第一位觀測到1910年1月大彗星的天文學家。他曾在約翰內斯堡氣象台擔任主任，後來該氣象台以天文觀測為主，並更名為聯合天文台。英國建築師赫伯特·貝克為他設計住宅以作為天文台，今天該建築則是南非電氣工程研究所。

## 生平
1861年11月10日，羅伯特·因尼斯出生於在愛丁堡，雙親是約翰和伊麗莎白·因尼斯。他有11個弟弟妹妹。
羅伯特·因尼斯是一個自學成才的天文學家，早年前往澳大利亞，生活在雪梨。他在那裡使用12英寸反射式望遠鏡發現幾顆雙星。羅伯特·因尼斯在1900年出版雙星目錄，彙總所有南半球天文學家早期的觀測結果。他於1927年發表另一個目錄，納入所有已知的雙星。他還發表了關於火星和金星軌道攝動論文。
儘管在天文學上沒有受過正式訓練，羅伯特·因尼斯於1894年被大衛·吉爾（David Gill）爵士邀請到好望角皇家天文台，並於1896年收受任命。他在開普敦觀測到卡普坦星。當時卡普坦星已列在星表（包含科爾多瓦巡天星表）中，但是後來失踪。羅伯特·因尼斯發現其失蹤原因：它有非常大的自行運動。
1903年，他開始在約翰內斯堡新德蘭士瓦氣象台擔任主任，它於1906年成為德蘭士瓦天文台。他在1909年購買9英寸格拉布折射式望遠鏡作為第一台望遠鏡，並在1912年成立的聯合天文台擔任主任。從1925年的首要望遠鏡開始是一個26.5英寸的折射，非常適合英尼斯“的微弱目視雙星繼續研究。
天文攝影先驅約翰·富蘭克林·亞當斯貢獻10英寸天體照相機給聯合天文台，之後羅伯特·因尼斯使用它發現比鄰星。1915年，他發現一顆暗淡的恆星相當接近距離太陽最近的恆星系統南門二。因尼斯認為它比南門二更接近地球，在1917年命名為比鄰星。他無法使用9英寸折射式望遠鏡或短焦距富蘭克林·亞當斯天體照相儀精確測量它的距離。哈羅德·李·奧爾登（Harold Lee Alden）在約翰內斯堡耶魯大學天文台站使用長焦距相機明確測定出比鄰星的距離。奧爾登更精確的測量證實比鄰星是最接近太陽的恆星。直到目前為止，天文學家尚未發現更接近太陽的恆星。
視聯星觀測是羅伯特·因尼斯對於天文學的主要貢獻。當他在澳大利亞以業餘天文愛好者身分開始觀察視聯星，並選擇早期的天文學家，尤其是詹姆士·敦洛普和約翰·赫歇爾觀測過的目標。許多羅伯特·因尼斯發現視聯星被早期天文學家忽略。
萊頓大學於1923年授予羅伯特·因尼斯榮譽博士學位，他於1927年退休。他在1933年3月13日突然於倫敦去世。羅伯特·因尼斯晚年提出3D影院想法：他使用立體聲取樂天文台參觀者，他也試圖結合閃爍比對器原理製造3D投影機。

## 榮譽
- 月球坑洞因尼斯以他命名。
- 小行星1658以他命名為因尼斯。